# Середнянські винні підвали
Винні підвали у  Середньому — найстаріший і найбільший центр виноробства в  Закарпатті. Підвали були закладені 1557 р. володіли в той час  Середнянського замку магнатами Франциском Стефаном і Домініком Добо з Руської, про що свідчить кам'яна табличка біля старого входу в підземелля. Будівництво підвалів велося силами полонених турків. Їх загальна довжина склала 4,5 км. Спочатку підвали грали роль підземного притулку при нападі ворогів, однак поступово перетворилися на виносховище. Тунелі висічені в туфі — пористій породі вулканічного походження. У середині постійна температура 12 оС, що є ідеальними умовами для витримки вина. Середнянські вина були відомі багатьом монархам Європи, їх постачали до двору російського царя Петра I. У радянські часи підвали були націоналізовані, на їх основі був створений радгосп-завод «Середнянський», що прославився знаменитими марочними винами «Середнянське», «Перлина Карпат», «Троянда Закарпаття». Зараз завод належить ДП АПФ «Леанка». Проводяться екскурсії в підвали, де вино витримується у величезних дубових бочках, відвідувачам пропонують продегустувати найкращі середнянські вина. Продукцію заводу можна придбати у фірмовому магазині.

## Історія Середнянських винних підвалів
Середнє як населений пункт вперше згадується у письмових джерелах у 1384 р. Проте в цей час воно вже було досить великим поселенням, оскільки мало свого урядника (офіціаліса). На початку XV ст. поселення стає центром однойменної домінії, володарями якої була родина Палоці. З часом його значення зростає, і воно з простого села перетворюється на містечко (1455 р.). Після того, як сім'я Палоці вимирає, Середнє на початку XVI ст. переходить до їхніх родичів, сім'ї Добо — однієї з найбагатших родин  Угорщини.
Найбільш відомими її представниками були брати Ференц — березький наджупан та Іштван — трансільванський воєвода, національний герой Угорщини. Народився Іштван Добо приблизно 1500 року. У 1549 році його призначили капітаном фортеці у м. Егер. Під час турецької експансії він очолив героїчну оборону Егера. У 1552 р. його армія з 1935 воїнів вистояла проти 120-тисячної армії  Османської імперії. Після цієї перемоги король Угорщини за відважність відпустив йому у власність декілька тисяч полонених турків. Саме вони видовбали середнянські підвали кирками. Завершилось будівництво і укріплення підвалів в 1557 р. Підвали довгий час називались турецькими. Спершу підземелля слугували сховищем для людей при графському дворі від нападу ворогів. Унікальність споруд полягає в тому, що вони мали виходи на поверхню в тихих безпечних місцях, куди можна було б виводити людей. Згодом підземелля втратило своє призначення захисту людей і перетворилось на виносховище.
Середнянські вина з графських підвалів надсилали багатьом коронованим особам  Європи. У 1711 р. цією територією проїжджав цар  Росії Петро І. Він скуштував тут вина, і йому так сподобалося, що на його прохання були закуплені виноградники, які увійшли в історію як «царські». Вина з підвалів взимку і влітку поставлялись у Петербург.

## Ресурси Інтернету
- Історія Середнянських винних підвалів [Архівовано 17 вересня 2013 у Wayback Machine.]
- Про вина Берегівського краю [Архівовано 20 серпня 2012 у Wayback Machine.]
- Популярне на Закарпатті вино з «Ізабелли» [Архівовано 12 листопада 2012 у Wayback Machine.]